# Село санаторія «Павлищев Бор»
Санаторія «Павлищев Бор» (рос. санатория «Павлищев Бор») — село в Юхновському районі Калузької області Російської Федерації.
Населення становить 133 особи. Входить до складу муніципального утворення Присілок Порослиці.

## Історія
Від 2004 року входить до складу муніципального утворення Присілок Порослиці

## Населення
| 2002 | 2010 |
| ---- | ---- |
| 160  | ↘133 |